# Smalfilmerens søn
Smalfilmerens søn er en kortfilm fra 1990 instrueret af Jon Bang Carlsen efter eget manuskript.

## Handling
Novellefilm om en far og søn der rejser med tog ned gennem Europa. Far smalfilmer sønnen i en stribe banale situationer, men begynder under opholdet i en ferieby ved Middelhavet at interessere sig for andet end sønnen og kameraet.